# 約伯克戰鬥
約伯克戰鬥（Battle of Djebok）是於2013年3月12日到3月17日期間，在馬利加奧區約伯克所發生的戰鬥，最終由法軍取勝。

## 概況
在3月12日至3月17日間，460名法軍參與了「Doro 3行動」，劃分為兩個子戰鬥群，並且調度工兵、砲兵及空中機動單位支援。當前進至距約伯克東北約30公里的格蘭姆（Goram）時，法軍遭遇到聖戰者份子，隨即憑藉著VBCI裝步戰車、配備火炮系統的卡車及直昇機等裝備擊退。根據法方表示，十五名伊斯蘭份子被「瓦解」，還有8輛貨卡車受損，許多地雷和土製炸彈也被摧毀。經過在附近村莊的掃蕩之後，也查獲了許多武器和彈藥，包括PK通用機槍的兩車廂14.5厘米彈藥。
3月17日至3月18日晚間，加奧北方傳出爆炸聲響，之後法軍將四管122厘米的火箭裝置摧毀。